# 沒問題的唷
『沒問題的唷』是日本創作歌手・川嶋愛在2009年4月8日發售的第17張單曲。

## 概要
距前作『碎片／Flag』約八個月之後發售的作品。
推出了通常版和初回限定版兩個版本，初回限定版附上了收錄有「沒問題的唷」的PV的特典DVD、活動握手券、專輯『Simple Treasure』和演唱會DVD的三作連動募集貼紙。PV導演為河合伸彌。此外，通常版和初回版的第三音軌各自收錄了不同的歌曲。
主打歌為以川嶋愛本人的著作『最後の言葉』為原作改編的動畫電影『8月的交響曲 -澀谷2002～2003』的主題曲。

## 收錄曲
- 全作詞・作曲：川嶋愛

### 通常盤
1. 沒問題的唷
編曲：CONEY'S JELLY 
電影『8月的交響曲 -澀谷2002～2003』的主題曲
川嶋愛希望能鼓勵現在年輕世代積極向前邁進所寫下的歌曲[2]。
2. Power of smile
編曲：長澤孝志
3. Escape
編曲：宗本康兵

### 初回限定盤

#### CD
1. 沒問題的唷
2. Power of smile
3. 讓幸福帶給每個人（しあわせ運べるように）
作詞‧作曲：臼井真／編曲：宗本康兵 
在神戶震災重建支援的免費演唱會上被傳唱的歌曲
於2009年1月17日舉辦的「川嶋愛 神戶震災重建支援免費演唱會」上演唱這首歌時的影片被日本電視台的音樂節目『誰も知らない泣ける歌』播出並介紹[3]。

#### DVD
1. 沒問題的唷(Music Video)

## 書籍
在2009年4月23日發表，為收錄了對川嶋愛的歌曲「沒問題的唷」感到認同而從日本各地寄來的「為自己加油打氣」的詞句、照片、圖畫等等的集合本。另外也刊載了川嶋愛的長篇訪問。
文章和照片是從網路上募集、並從中以川嶋愛為中心決定刊載的作品。
另外，本書的印刷稅全部都被捐贈給發展中國家當作教育支援。